# ヤコポ・ペーリ
ヤコポ・ペーリ（Jacopo Peri 1561年8月20日 - 1633年8月12日）はイタリア・ルネサンス末期からバロック初期にかけて活躍した音楽家で、初めてオペラを作曲した人物である。
16世紀末のフィレンツェ（トスカーナ大公国）で、ジョバンニ・デ・バルディ伯爵を中心に古代ギリシャの演劇を復興しようという動きが始まった。想像で捉えるほかはなかったが、ギリシャ悲劇を模範に、歌うようなセリフを用いる劇が考えられた。この運動の中で、1597年ごろにペーリがギリシャ神話を題材にした『ダフネ』（Dafne）を作曲した。これが今日、オペラとみなされる知られる限り最古の作品である（台本はすべて現存するが音楽は断片のみが伝わる）。後のペーリの作品である『エウリディーチェ』（L'Euridice）は1600年以降に作曲されたもので、これは現存する最古のオペラ作品である。